# Studánka v Perglu
Studánka v Perglu se nachází v Brně-Medlánkách, na okraji lesa pod vrchem Bosně, v přírodním parku Baba. Pramen byl v roce 2000 upraven kamenosochařem Miroslavem Hobšou. U studánky je lavička a informační tabule Medlánecké naučné stezky. Nedaleko se nachází ještě studánka Hubertka. V suchých letech pramen vysychá.